# Bukettginst
Bukettginst (Genista spachiana) är en ärtväxtart som beskrevs av Philip Barker Webb. Bukettginsten ingår i släktet ginster, och familjen ärtväxter. Inga underarter finns listade i Catalogue of Life. Bukettginstens härkomst är från arterna Genista canariensis x Genista stenopetala x ?Genista monspessulana.

## Bildgalleri

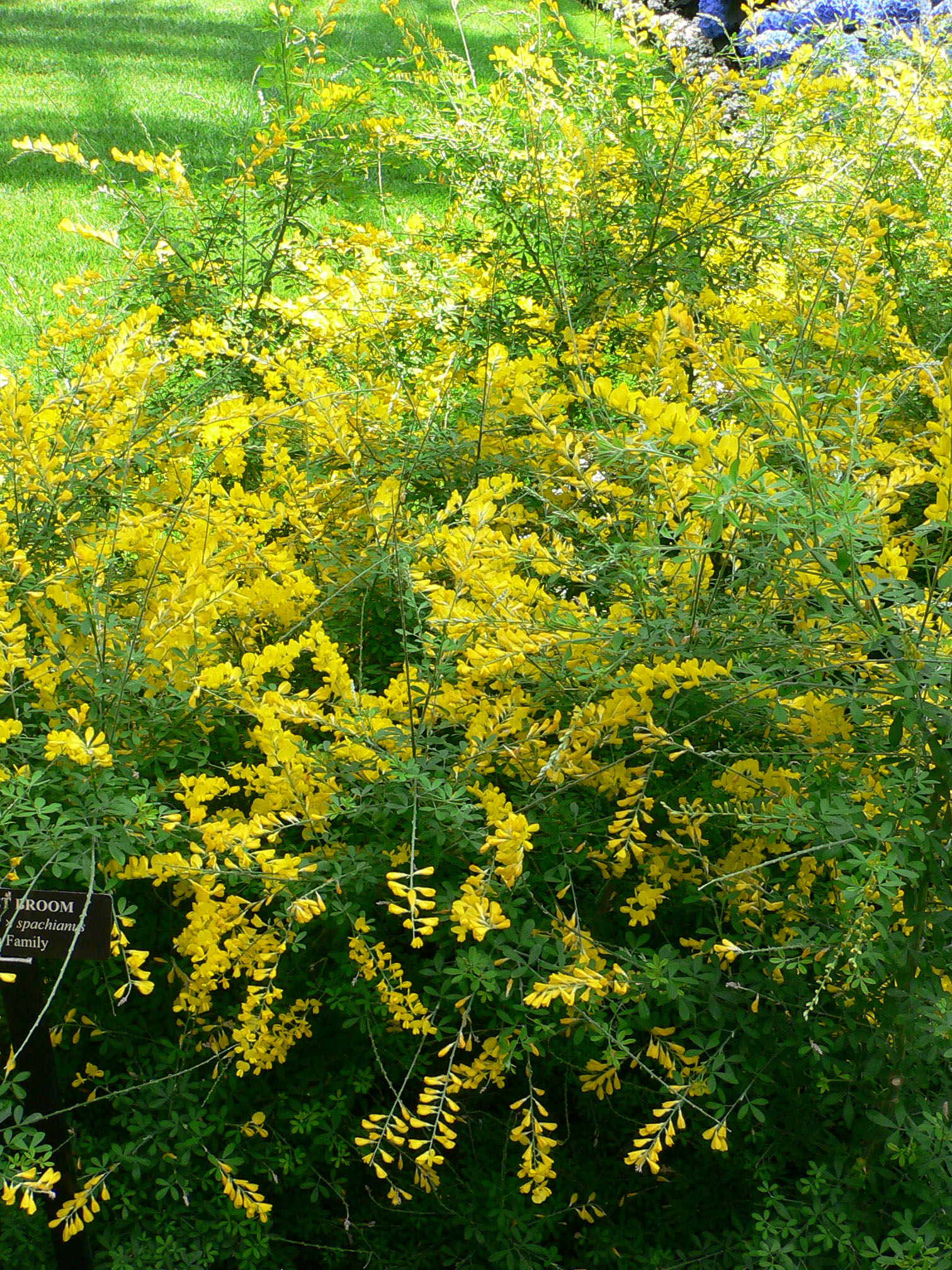